# ルイス・フィリペ・ゴメス・アルメイダ
キカス（Kikas）こと、ルイス・フィリペ・ゴメス・アルメイダ（Luís Filipe Gomes Almeida 、1991年1月12日 - ）は、ポルトガル・リスボン出身のプロサッカー選手。CFベレネンセス所属。ポジションは、ミッドフィールダー（守備的ミッドフィールダー）。